# کوالالامپور کپونگ
کوالالامپور کپونگ (به انگلیسی: Kuala Lumpur Kepong) شرکت هلدینگ مالزیایی است، که در زمینه تولید روغن نخل، مواد شیمیایی، کشاورزی، خرده‌فروشی لوازم آرایشی و توسعه املاک و مستغلات فعالیت می‌کند.
شرکت کوالالامپور کپونگ در سال ۱۹۰۶ تأسیس شد. این شرکت در سال ۲۰۱۳ با ارزش بازار ۶٫۹ میلیارد دلار، در فهرست فوربز جهانی ۲۰۰۰ رتبه ۱٫۸۵۸ از بزرگ‌ترین شرکت‌های جهان را به خود اختصاص داد.
دفتر مرکزی کوالالامپور کپونگ در شهر ایپوه، پراک قرار دارد و بخشی از سهام آن در بازار بورس مالزی معامله می‌شود.